# Setaria nicorae
Setaria nicorae är en gräsart som beskrevs av Pensiero. Setaria nicorae ingår i släktet kolvhirser, och familjen gräs. Inga underarter finns listade i Catalogue of Life.